# Логарифмічна спіраль

Побудова логарифмічної спіралі. Анімація.

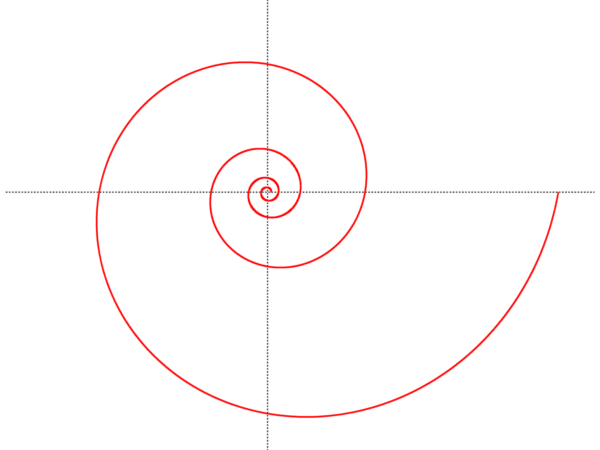
Логарифмічна спіраль (нахил 10°).

Логарифмічна спіраль або ізогональна спіраль — особливий вид спіралі, що часто зустрічається в природі. Логарифмічна спіраль була вперше описана Декартом і пізніше інтенсивно досліджена Бернуллі, який називав її Spira mirabilis — «дивовижна спіраль». Власне термін «логарифмічна спіраль» (фр. spirale logarithmique) першим вжив П'єр Варіньон.

## Рівняння
У полярних координатах рівняння кривої може бути записано як
{\displaystyle r=ae^{b\theta }\,}
або
{\displaystyle \vartheta ={\frac {1}{b}}\ln(r/a),}
що пояснює назву «логарифмічна».
У параметричній формі його може бути записано як
{\displaystyle x(t)=r\cos t=ae^{bt}\cos t\,,}
{\displaystyle y(t)=r\sin t=ae^{bt}\sin t\,,}
де a, b- дійсні числа.

## Властивості
- Кут, що утворюється дотичною в довільній точці логарифмічної спіралі з радіус-вектором точки дотику, постійний і залежить лише від параметра {\displaystyle b.}
  - У термінах диференціальної геометрії це може бути записано як
{\displaystyle {\frac {\langle \mathbf {r} (\theta ),\mathbf {r} '(\theta )\rangle }{\|\mathbf {r} (\theta )\|\|\mathbf {r} '(\theta )\|}}={\frac {b}{\sqrt {1+b^{2}}}}=\cos \varphi .}
- Похідна функції {\displaystyle \mathbf {r} '(\vartheta )} пропорційна параметру b. Іншими словами, він визначає, наскільки щільно і в якому напрямку закручується спіраль. У граничному випадку, коли {\displaystyle b=0\;(\varphi =\pi /2)} спіраль вироджується в коло радіусу a. Навпаки, коли b прямує до нескінченності {\displaystyle (\varphi \rightarrow 0),} спіраль наближається до прямої лінії. Кут, що доповнює {\displaystyle \varphi } до 90 °, називають нахилом спіралі.
- Розмір витків логарифмічної спіралі поступово збільшується, але їх форма залишається незмінною. Можливо, внаслідок цієї властивості, логарифмічна спіраль з'являється в багатьох зростаючих формах, подібних до мушель молюсків і квіток соняшників.

## Цікаві факти

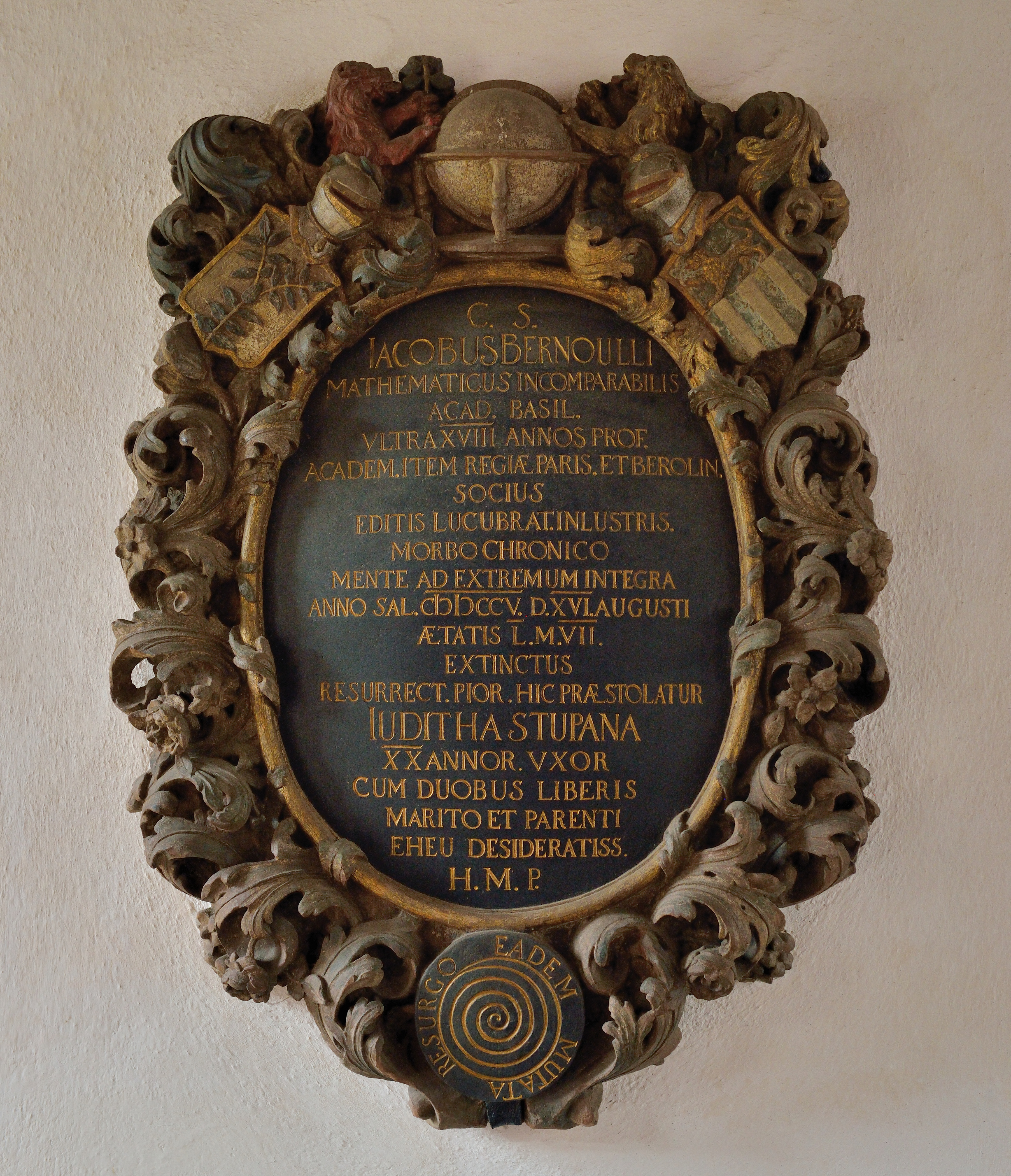
Надгробок Бернуллі

- Якоб Бернуллі бажав, щоб на його могилі було викарбувано логарифмічну спіраль, але на його надгробку помилково зобразили спіраль Архімеда. Проте напис, вигравіюваний навколо спіралі згідно з заповітом (лат. EADEM MUTATA RESURGO — «змінена, я знов воскресаю»), свідчить, що йдеться саме про логарифмічну спіраль, яка має властивість зберігати свою форму після різноманітних перетворень.

## Галерея

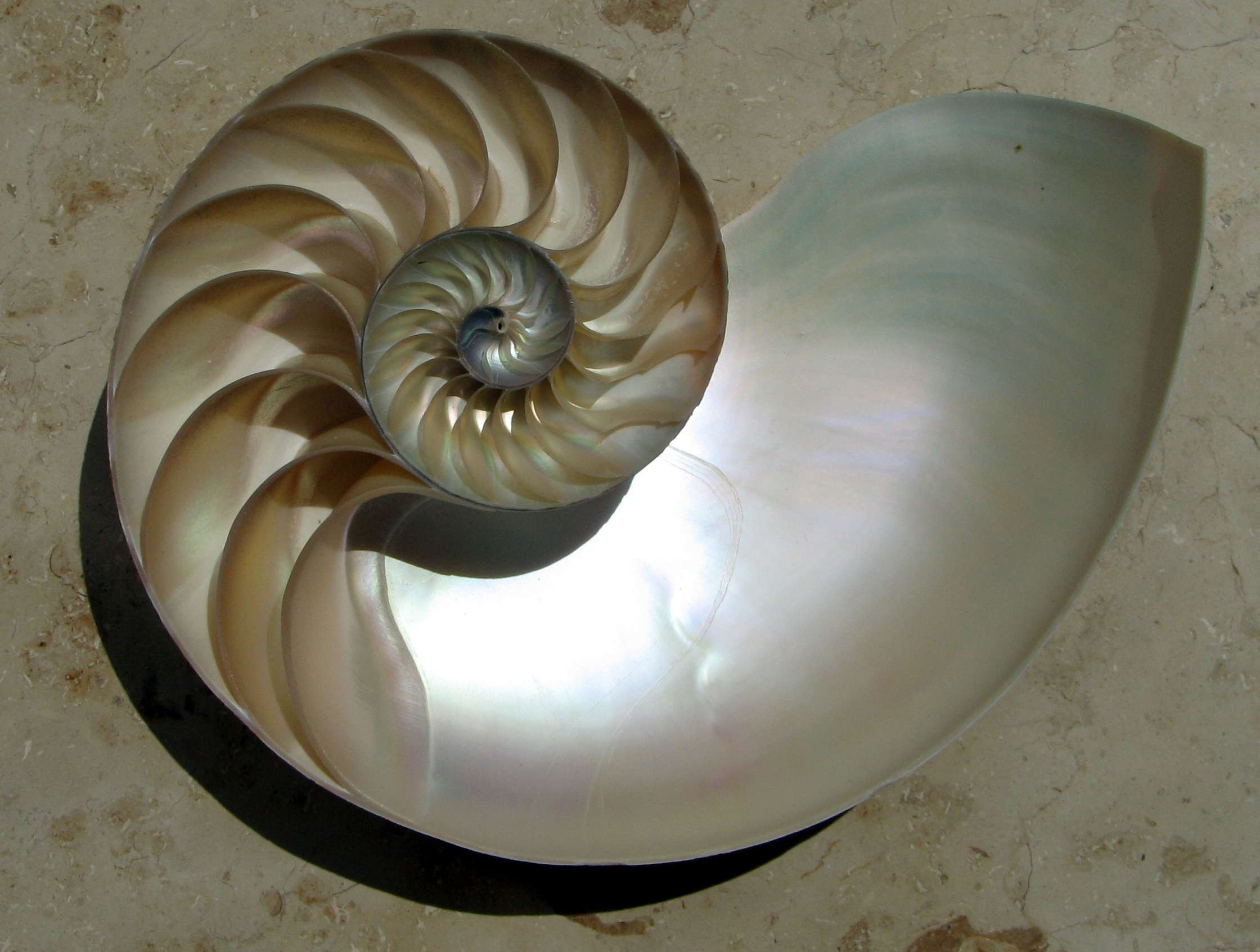
Мушля молюска за формою близька до логарифмічної спіралі
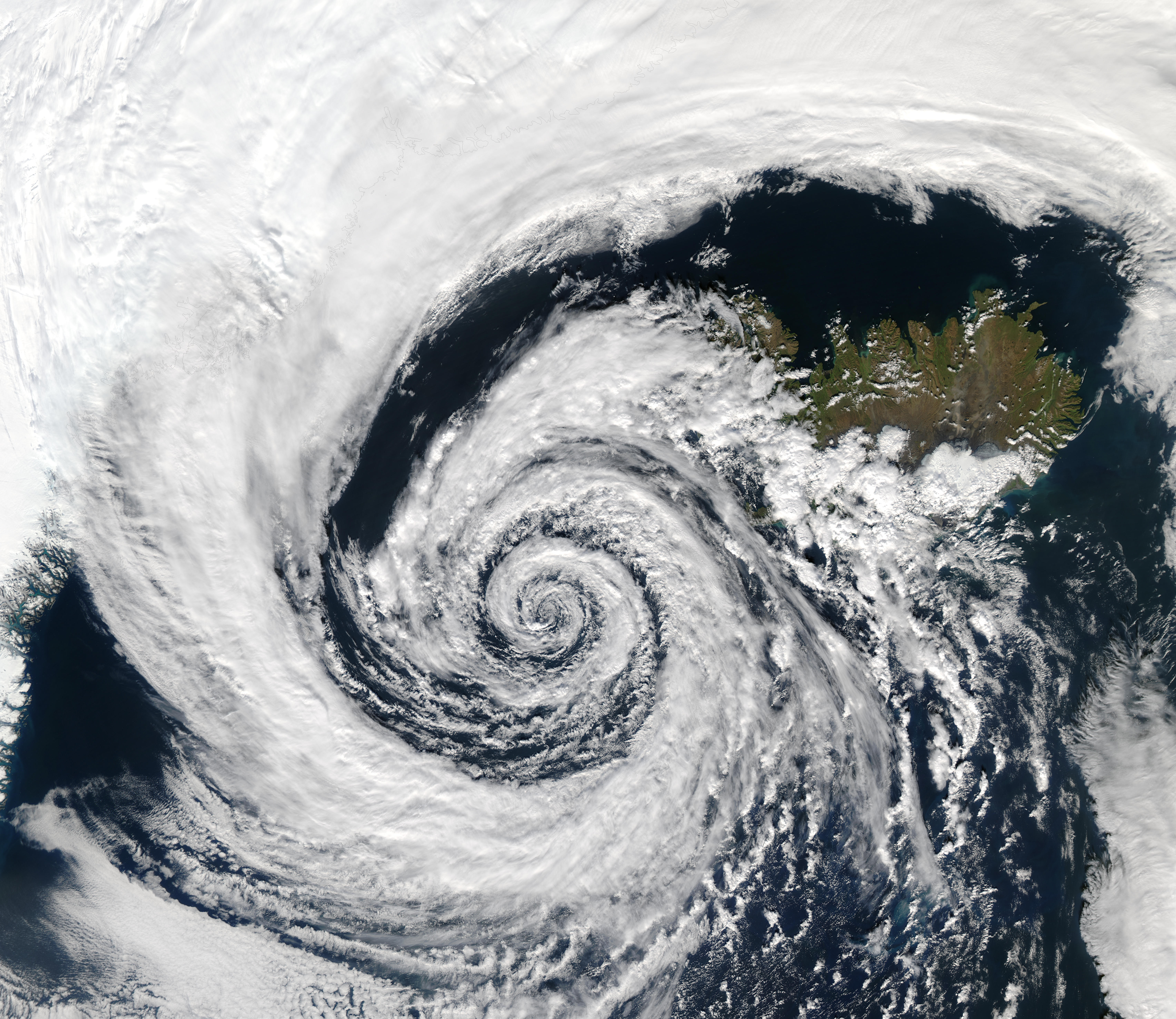
Область низького тиску над Ісландією
Спіральна галактика «Водоверть»
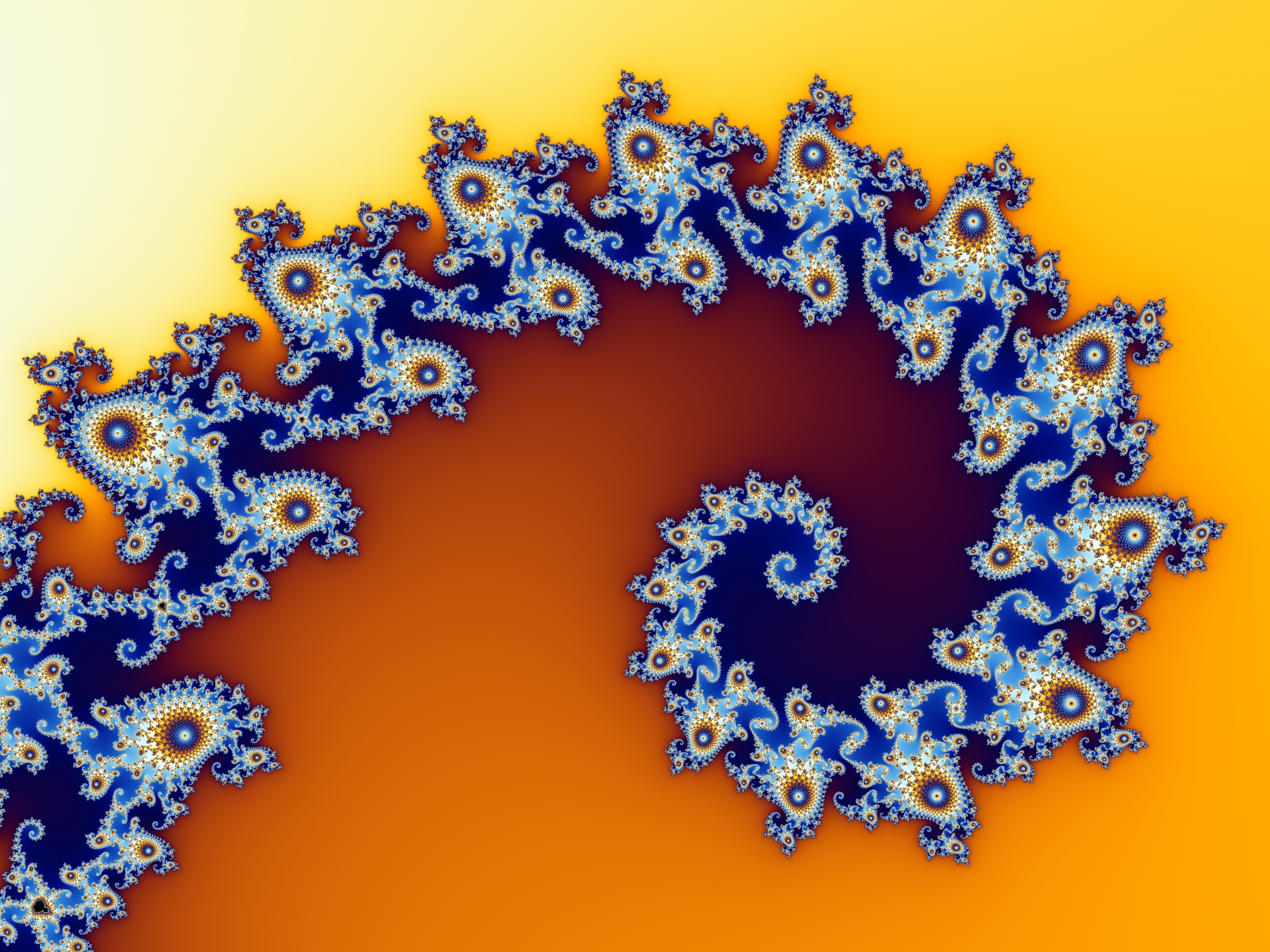
Секція множини Мандельброта, що являє собою логарифмічну спіраль